# Terminal Rodoviário de Lagarto
O Terminal Rodoviário de Lagarto é um terminal rodoviário localizado na cidade de Lagarto, Sergipe, no Brasil.

## Características
O terminal está situado nos altos da Avenida Contôrno, no Centro, e fica situada também ao lado do estádio de futebol local.
É operado pelas empresas Rota Transportes, Progresso, Viação Cidade Sol e Gontijo, possuindo horário diretos para Aracaju, Itabaiana, Estância, Salvador e Recife. Além das cinco plataformas onde embarcam os passageiros, a rodoviária possui em sua estrutura guichê para compra de passagens, lanchonetes e sanitário.